# Synagogue Adas Yereim
La synagogue Adas Yereim est un ancien lieu de culte juif orthodoxe non-consistoriale, située au 10, rue Cadet, dans le 9e arrondissement de Paris. Elle est aussi connue sous le nom de la Synagogue de la Rue Cadet ou Communauté israélite de la stricte observance.

## Histoire
Le rite de cette synagogue était ashkénaze. Elle est fondée par des juifs venant d'Alsace et d'Allemagne, dont elle suit strictement les coutumes.
La synagogue de la rue Cadet est construite après la fusion de la Société de l’étude talmudique et de la Société du patriarche Abraham. Les deux sociétés sont fondées dans les années 1840 par des Juifs d’origine allemande, dont la plupart venaient d’Alsace. Le président de la Société de l’étude talmudique, Klein, est le fils du grand rabbin de Colmar, farouche opposant aux efforts de réforme du consistoire. En 1852, la Société inaugure une salle de prière au 14 rue Portefoin dans le quartier du Marais. Plus tard, elle dispose d’une salle de prière à quelques rues de là, rue Villehardouin, qu’elle déménage en 1884 au 6, rue de l’Échiquier dans le 10e arrondissement. La Société du patriarche Abraham est fondée en 1832 par des croyants qui visitaient la salle de prière du maître Sauphar. En 1872, la communauté dispose d’une salle de prière au 1, rue de la Boule-Rouge, près de la rue Cadet. La synagogue de la rue Cadet, construite par l’architecte Lenfant, est inaugurée le 5 novembre 1893.
La synagogue est située dans une cour et n’est pas visible de la rue. L’entrée de la rue est couverte par un immeuble résidentiel et seule la plaque discrète avec l’inscription Beth HaKnesset. Adass Yereim montre du doigt la synagogue. Un passage mène à une cour, au fond de laquelle se trouve un bâtiment résidentiel. Sur sa façade, un panneau indique un mikvé pour les hommes. Un escalier sur la droite mène aux étages de la maison. Sur la gauche, un escalier mène à une bibliothèque, à laquelle jouxte la synagogue. La synagogue n’a pas sa propre façade.
L’intérieur est conçu simplement. Les galeries des femmes entourent la salle sur trois côtés. Le plafond est percé d’une grande lucarne en briques de verre, au milieu de laquelle est représentée l’étoile de David. L’étoile de David est également représentée sur le haut mur au-dessus du sanctuaire de la Torah, en stuc et entouré d’une décoration d’ornements de vrilles.
Sous une grande arcade, sur l’arc de laquelle se trouve une inscription hébraïque, se dresse le sanctuaire de la Torah, couvert d’un parochet rouge brodé. Comme il est d’usage dans les synagogues orthodoxes, la bima est située au milieu de la pièce. L’ensemble de l’intérieur, comme les bancs en bois et certains chandeliers, est encore d’origine, tout comme une horloge avec des caractères hébreux au lieu de chiffres. Sous la galerie à l’entrée, une plaque de marbre commémore les soldats de la communauté tombés au combat pendant la Première Guerre mondiale. Une autre plaque commémore les victimes de la Shoah, dont de nombreux noms allemands : Bamberger, Berger, Durlacher, Felber, Fuldauer, Rosenberg, Schlachter, Schlesinger, Schwarz, Wassermann.
La synagogue cesse de fonctionner et ferme ses portes en 2014.

## Rabbins
XIXe siècle:
- Léopold Sarrasin (1783-1860), fondateur
- Moïse Weiskopf (1836-1936)

XXe siècle:
- Elie Munk (1900-1981), depuis les années de 1937 jusqu'aux années 1970.
- Joseph Frankforter (1938-), succède au rabbin Munk.
- Claude Lemmel (-2015) succède au rabbin Frankforter et est le dernier rabbin avant la fermeture de la synagogue en 2014[1].

## Enseignants
- Arthur Weil (1908-1911)